# Габріела Члумецька
Габріела Члумецька (чеськ. Gabriela Chlumecká; нар. 24 квітня 1975, Табор, Чехословаччина) — чеська футболістка, нападниця. Виступала за національну збірну Чехії.

## Клубна кар'єра
На батьківщині виступала за празькі клуби «Спарта» та «Славія». З 1999 по 2000 рік зіграв 9 матчів та відзначився 3-ма голами у футболці німецького «Нюрнберга». Футбольну кар'єру завершила 2007 року.

## Кар'єра в збірній
З 1990 по 1992 рік виступала за національну збірну Чехословаччини. У 1993 році дебютувала за збірну Чехії, у футболці якої зіграла 66 матчів та відзначилася 52-ма голами.